# Ил Палацо (Перуђа)
Ил Палацо је насеље у Италији у округу Перуђа, региону Умбрија.
Према процени из 2011. у насељу је живело 13 становника. Насеље се налази на надморској висини од 483 м.